# 2013年8月卡拉奇爆炸案
2013年8月卡拉奇爆炸案發生在巴基斯坦卡拉奇。於2013年8月7日，11名青少年在踢足球的時候遇到炸彈襲擊，造成十一死二十六傷。 